# Iperplasia prostatica benigna
L'iperplasia prostatica benigna (IPB o BPH, benign prostatic hyperplasia), conosciuta anche come adenoma prostatico o, impropriamente, come ipertrofia prostatica, è una condizione caratterizzata dall'aumento di volume della ghiandola prostatica (BEP, benign enlargement of the prostate). Non è una neoplasia maligna.
L'aumento di volume infatti non è dovuto a una ipertrofia (quindi il nome "ipertrofia prostatica" sta andando in disuso), ma a una iperplasia della componente parenchimale e stromale della ghiandola. Anche se entrambe le condizioni comportano un aumento volumetrico globale, il termine ipertrofia indica l'aumento di volume delle singole cellule componenti un organo, che mantengono invariato il loro numero, mentre iperplasia indica l'aumento del numero delle cellule. In questo caso l'aumento del numero delle cellule ha luogo nella zona centrale della prostata, che si trova a contatto con l'uretra prostatica, o nelle ghiandole periuretrali e nella zona di transizione.
Inizia generalmente con lo sviluppo di noduli microscopici (quadro dell'iperplasia nodulare) costituiti principalmente da elementi stromali e parenchimali, che col passare degli anni, aumentando in numero e dimensioni, comprimono e distorcono l'uretra prostatica producendo un'ostruzione che ostacola la fuoriuscita dell'urina.

## Epidemiologia
nessun dato
     meno 20
     20–28
     28–36
     36–44
     44–52
     52–60
     60–68
     68–76
     76–84
     84–92
     92–100
     più di 100

Disability-adjusted life year per l'iperplasia prostatica benigna per 100000 abitanti nel 2004 (Dati OMS)
nessun dato
meno 20
20–28
28–36
36–44
44–52
52–60
60–68
68–76
76–84
84–92
92–100
più di 100

Nel 2010, a livello globale, l'iperplasia prostatica benigna interessava circa 210 milioni di uomini (il 6% della popolazione).
A livello microscopico, l'IPB può essere notata nelle cellule prostatiche di buona parte degli uomini anziani, particolarmente dopo i 70 anni, in tutto il mondo. Per un uomo senza sintomi di 46 anni, il rischio di sviluppare la condizione nei successivi 30 anni è del 45%. I tassi di incidenza aumentano da 3 casi per 1 000 anni/uomo in età 45-49 anni, a 38 casi per 1 000 anni/uomo dall'età di 75-79 anni. Mentre il tasso di prevalenza è del 2,7% per gli uomini di età compresa tra 45-49, aumenta al 24% all'età di 80 anni.
Il grado dei sintomi significativi della patologia varia notevolmente in funzione dello stile di vita del paziente. Gli uomini che conducono uno stile di vita di tipo occidentale hanno una maggiore incidenza nella sintomatologia dell'IPB, rispetto a chi conduce una vita tradizionale e più rurale. Questo è confermato da ricerche condotte in Cina, che dimostrano come uomini che vivono in aree rurali hanno minori frequenze della patologia, mentre chi vive in grandi città, nella stessa nazione, mostra un'incidenza molto maggiore, anche se ancora molto inferiore agli uomini che vivono in Occidente.
Sebbene possa esistere in tali soggetti un aumento del rischio di carcinoma prostatico, adenoma e carcinoma non sono correlati e si impiantano su zone diverse della prostata: mentre l'adenoma colpisce prevalentemente le zone centrali, il carcinoma è di pertinenza prevalentemente della zona periferica.

## Eziologia

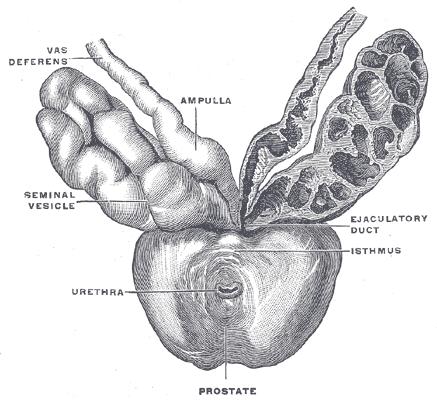
La prostata

Sono escluse componenti ambientali nell'eziologia della malattia, mentre si è ipotizzato il ruolo di fattori ereditari per l'aumentato rischio d'incidenza in parenti di soggetti colpiti dalla patologia.
Il diidrotestosterone (DHT) e gli estrogeni hanno un ruolo nell'insorgenza dell'IPB. La presenza degli androgeni è necessaria per l'instaurarsi dell'IPB, ma non è necessariamente la causa diretta della patologia. Questo è dimostrato dal fatto che gli eunuchi non sviluppano la patologia quando raggiungono l'età adulta. Inoltre, la somministrazione di testosterone non è associata all'aumento significativo dei sintomi dell'IPB. Il DHT, un metabolita del testosterone, è un mediatore critico della crescita della prostata. Il DHT viene sintetizzato nella prostata a partire dal testosterone in circolo.
Il DHT è localizzato principalmente nelle cellule dei tessuti connettivi prostatici. Una volta sintetizzato, il DHT giunge alle cellule epiteliali. In entrambe le tipologie di cellule il DHT si lega al recettore degli androgeni e segnala la trascrizione del fattore della crescita al mitogene dei due tipi di cellula. L'importanza del DHT è supportata dalle osservazioni cliniche su pazienti con IPB ai quali la somministrazione di un inibitore della 5α-reduttasi provoca una notevole riduzione del contenuto di DHT nella prostata. In questi pazienti si riduce il volume della prostata e di conseguenza i sintomi dell'IPB.
Esiste una notevole evidenza sul fatto che gli estrogeni svolgono un ruolo nell'eziologia dell'IPB. Questo è basato sul fatto che l'IPB si verifica in uomini con elevati livelli di estrogeni e relativamente ridotti livelli di testosterone libero (questa sostanza ha quindi, se non convertita in altri ormoni, un'azione benefica e salutare nei confronti della prostata) e quando i tessuti prostatici diventano più sensibili agli estrogeni e meno rispondenti al DHT. Cellule prese dalla prostata di uomini affetti da IPB hanno mostrato una più elevata risposta agli alti livelli di estradiolo nel caso di bassi livelli di androgeni.
Occorre comunque ancora uno studio molto più approfondito per comprendere le cause dell'IPB.

## Sintomatologia
Le manifestazioni cliniche non sono correlate con le dimensioni della ghiandola: una prostata di piccole dimensioni può provocare sintomi ostruttivi molto più gravi di una prostata dalle dimensioni maggiori. La sintomatologia deriva infatti dalla somma di due componenti: quella statica, determinata dalla massa della ghiandola, e quella dinamica, dovuta al tono della muscolatura liscia del collo vescicale, della prostata e della sua capsula.
I sintomi sono di due tipi: quelli urinari di tipo ostruttivo, e quelli di tipo irritativo. Fra gli ostruttivi si ricordano la difficoltà a cominciare la minzione, l'intermittenza di emissione del flusso, l'incompleto svuotamento della vescica, il flusso urinario debole e lo sforzo nella minzione.
Fra i sintomi irritativi si annoverano la frequenza nell'urinare (pollachiuria), la nicturia, cioè un aumentato bisogno durante la notte, l'urgenza minzionale (la necessità impellente di svuotare la vescica) e il bruciore a urinare.
Questi sintomi, ostruttivi e irritativi, vengono valutati usando il questionario dell'International Prostate Symptom Score (IPSS), formulato per verificare la severità della patologia.
L'IPB può essere una patologia progressiva, specialmente se non viene curata. L'incompleto svuotamento della vescica può portare all'accumulo di batteri aumentando i rischi di uretriti e anche alla formazione di calcoli dovuti alla cristallizzazione di sali nel residuo post-minzionale. La ritenzione urinaria, acuta o cronica, è un'altra forma di progressione della patologia. La ritenzione urinaria acuta è l'incapacità a vuotare completamente la vescica, mentre quella cronica vede il progressivo aumentare del residuo e della distensione della muscolatura della vescica. Chi soffre di ritenzione urinaria cronica, può andare incontro a una patologia di compromissione renale detta uropatia ostruttiva.
L'IPB non è in grado di provocare disfunzione erettile, ma le due condizioni spesso possono coesistere nello stesso soggetto.

## Diagnosi

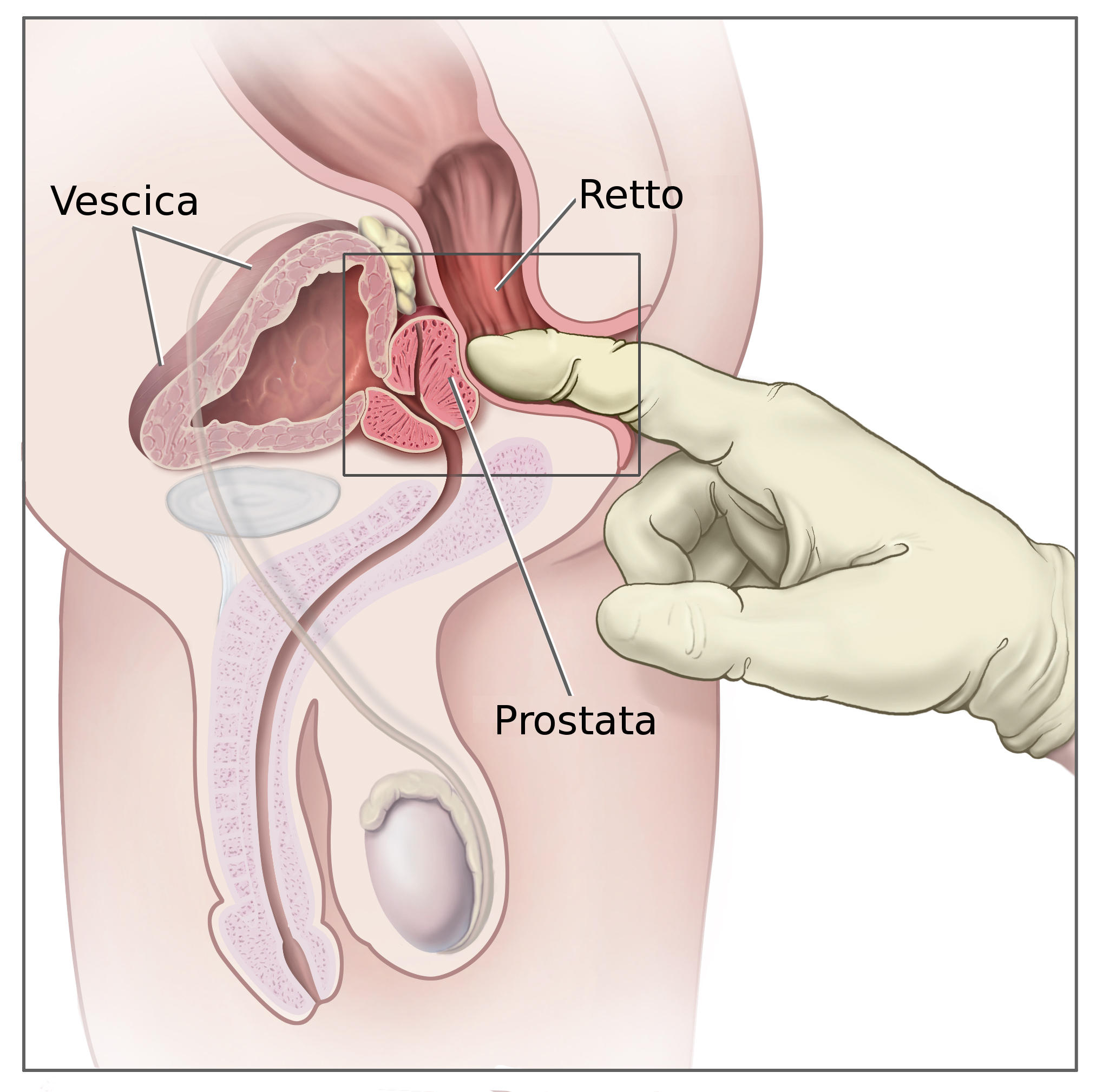
Esplorazione rettale in paziente maschile

L'esplorazione rettale, (palpazione della prostata attraverso il retto), può rivelare un marcato ingrossamento della ghiandola e un aumento della sua consistenza. Maggiore precisione al fine della valutazione del volume prostatico è dato dall'ecografia sia sovrapubica sia transrettale. L'ecografia dei testicoli, della vescica e dei reni viene spesso effettuata per valutare le condizioni dell'intero apparato urogenitale.
Spesso viene eseguito un esame del sangue per escludere la coesistenza di un carcinoma della prostata: livelli elevati di antigene prostatico specifico (PSA) devono farne sospettare la presenza. In tal caso può rendersi necessaria l'esecuzione di una biopsia ecoguidata per dirimere il sospetto diagnostico, in quanto numerosi fattori, anche un semplice esame rettale, possono far aumentare il livello di PSA anche in assenza di patologie neoplastiche.
In pazienti con difficoltà nella minzione, l'ostruzione al flusso urinario può essere quantificata tramite l'esecuzione di una uroflussometria.

## Trattamento

### Medico

Molecola di doxazosina

Gli alfa-bloccanti (α1-recettori adrenergici antagonisti) procurano un sostanziale miglioramento dei sintomi dell'IPB, rilassando la muscolatura della prostata e del collo vescicale e aumentando la portata del flusso urinario. Molecole come doxazosina, terazosina, alfuzosina, silodosina e tamsulosina vengono impiegate con successo. Vecchie molecole come fenossibenzamina e prazosin non sono raccomandate per il trattamento dell'IPB. Gli alfa-bloccanti possono tuttavia causare eiaculazione retrograda.
Gli inibitori della 5α-reduttasi (finasteride e dutasteride) sono un altro trattamento praticato. Quando vengono usati in abbinamento agli alfa-bloccanti, si è notata una drastica riduzione del volume della prostata in persone con ghiandole molto iperplasiche.
Il sildenafil mostra alcuni sintomatici benefici, mostrando una possibile concomitante eziologia con la disfunzione erettile.
Anche la mepartricina, grazie alla sua azione antiestrogena, ha dimostrato una discreta efficacia nel ridurre la sintomatologia.
Rimedi fitoterapici che sono stati indagati per il trattamento dell'IPB sono l'estratto del frutto della Serenoa repens, il β-sitosterolo tratto dalla Hypoxis rooperi, la pigelina estratta da Prunus africana, i semi di zucca e di ortica e il polline del fiore della segale. Tuttavia nessun rimedio fitoterapico ha sinora dimostrato un'efficacia superiore al placebo.

### Chirurgico

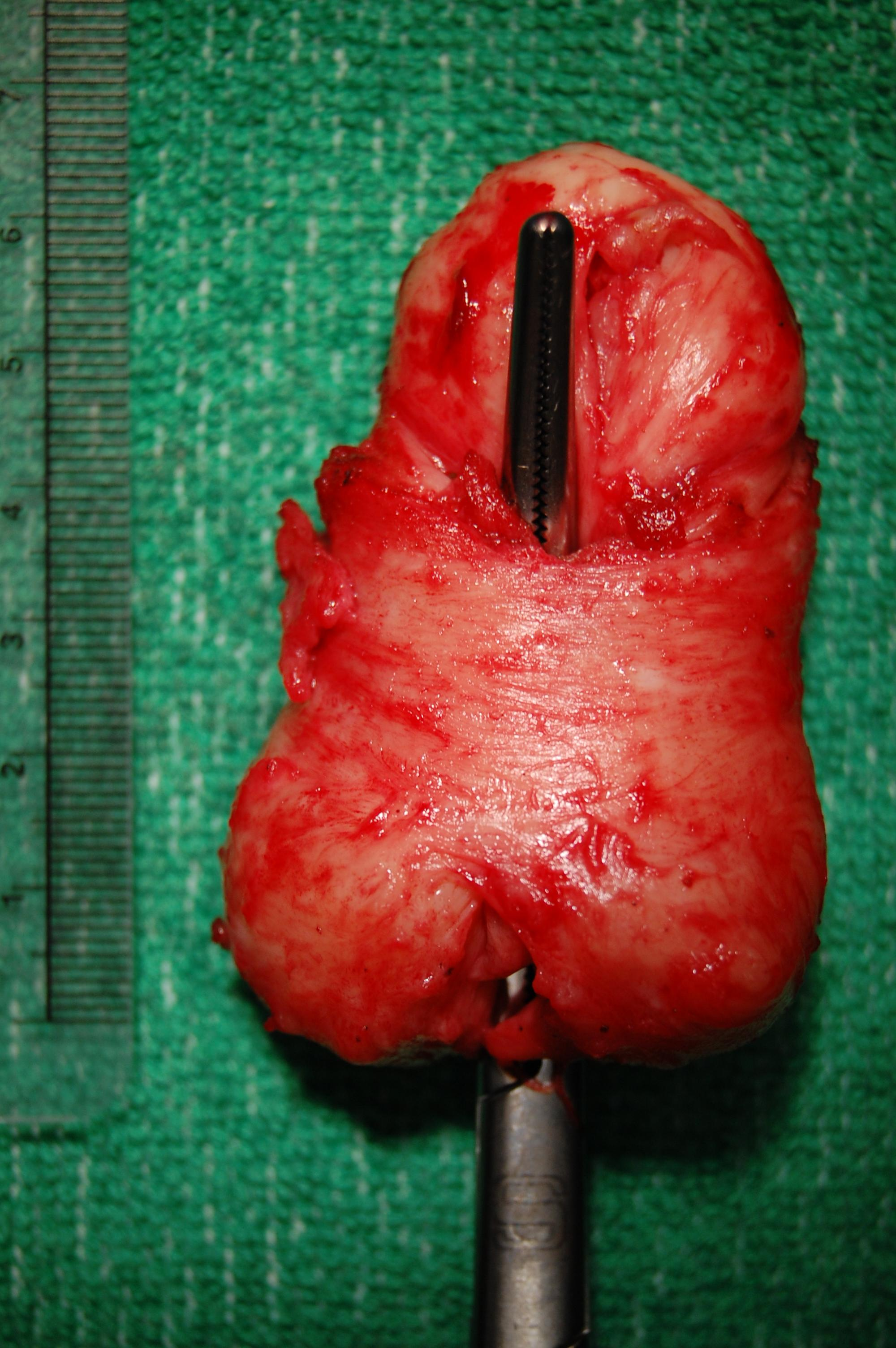
Prostata dopo resezione chirurgica

In caso di fallimento del trattamento medico, può rendersi necessario un trattamento chirurgico di resezione endoscopica della prostata (TURP). Questo prevede la resezione di parte della prostata attraverso l'uretra. Esistono anche alcune nuove tecniche per ridurre il volume della prostata iperplasica, alcune delle quali non sono ancora abbastanza sperimentate per stabilire i loro effetti definitivi. Esse prevedono vari metodi per distruggere parte del tessuto ghiandolare senza danneggiare quello che rimarrà in sito. Fra queste si ricordano: la vaporizzazione transuretrale della prostata (TVP), la bipolare TURP, la visual laser ablation (VLAP), la Transurethral Microwave Thermo Therapy (TUMT), la Transurethral needle ablation of the prostate (TUNA) e la sua evoluzione tecnologica Prostiva, microiniezioni di etanolo o di tossina botulinica in situ e altre ancora allo studio o in via di sperimentazione.

#### Nuove tecniche
Nuove tecniche che comportano l'impiego del laser in urologia, sono state sperimentate negli ultimi 10 anni. Si è iniziato con la VLAP, tecnica che usa un laser Nd:YAG a contatto con il tessuto prostatico.
Una tecnologia altamente innovativa, è chiamata Photoselective Vaporization of the Prostate (PVP) e usa un laser (GreenLight Laser) a luce verde (LBO, Litio Triborato). Questa procedura utilizza un laser ad alta potenza di 180 watt, con una fibra laser di circa 7 French inserita nella prostata mediante uno strumento adeguato. Essa è usata per vaporizzare il tessuto adenomatoso, rispettando la capsula prostatica. GreenLight Laser ha una profondità di vaporizzazione di 0,8 mm e una lunghezza d'onda espressamente dedicata alla vaporizzazione dei tessuti. La dimissione è precoce.
Un'altra procedura chiamata Holmium Laser Enucleation of the Prostate (HoLEP). Il laser per l'HoLEP è un dispositivo con una sonda di 550 micrometri con una potenza di 100 watt e un angolo di riflessione di 70 gradi. La sua profondità di passata è di 2,140 nm, che cade nella zona invisibile dell'infrarosso e non può essere visto a occhio nudo. La profondità di penetrazione del laser a olmio è inferiore a 0,5 mm. Questa tecnica è utilizzabile solamente per prostate con piccoli adenomi.
La tecnica laser più recente utilizza un laser al tulio (2 010 nm) con il quale è possibile utilizzare sia la tecnica di enucleazione ThuLEP (Thulium Enucleation of Prostate), sia la tecnica di vaporizzazione ThuVaP (Thulium Vaporization of Prostate). 
Mentre con la tecnica classica il catetere veniva portato dai tre ai dieci giorni, col laser al tulio si riduce tale tempistica a uno o due giorni, oltre ad una minore durata della degenza ospedaliera. Inoltre, si possono anche trattare i pazienti che assumano dei farmaci anticoagulanti.

### Endovascolare
La più recente alternativa al trattamento chirurgico è rappresentata dall'embolizzazione arteriosa. Questa procedura endovascolare di radiologia interventistica prevede l'inserimento tramite cateteri di materiali embolizzanti direttamente nei principali rami dell'arteria prostatica, al fine di indurre una riduzione del volume della prostata e quindi alleviando i sintomi urinari, senza effetti collaterali quali l'eiaculazione retrograda.

### Endoscopia col vapore acqueo
Al Sant'Orsola di Bologna (2025) eseguono in day hospital l'intervento in endoscopia, utilizzando il vapore acqueo per ridurre le dimensioni della prostata. Ciò consente di mantenere le principali funzioni dell'organo, tra cui quella sessuale.
La terapia è eseguita anche in altri ospedali.    È indicata per chi ha comorbidità o assume anticoaugulanti. La tecnica Rezum prevede che il vapore acqueo sia iniettato nel tessuto prostatico in eccesso, determinando la denaturazione e distruzione cellulare e una progressiva riduzione del volume della ghiandola.

## Prevenzione

### Esami diagnostici
Dopo i 50 anni è raccomandata la visita urologica annuale. In alcuni pazienti un'evoluzione del tessuto prostatico in senso iperplasico (accrescimento) può avere inizio già dopo i 30 anni. Circa il 50% degli uomini di età superiore a 60 anni evidenzia segni di IPB; la percentuale raggiunge il 90% nei pazienti con età ≥ 85 anni.
La visita urologica è indicata anche in caso di disturbi persistenti della minzione. Accertare la causa dei disturbi minzionali nella fase iniziale consente di intervenire prontamente per evitare o almeno rallentare la progressione della malattia verso un quadro clinico che potrebbe avere pesanti ripercussioni sulla vita personale e sociale dell'individuo.
A questo proposito deve essere tenuto in considerazione che, sebbene l'IPB non evolva a tumore prostatico - le due patologie si sviluppano in sedi diverse della ghiandola - la loro coesistenza è possibile. Accertare l'origine di eventuali sintomi delle basse vie urinarie serve quindi a escludere o accertare anche l'eventuale presenza di un carcinoma della prostata.
L'IPB non trattata può portare a ritenzione acuta d'urina, che solitamente si risolve con l'inserimento di un catetere nell'uretra per permettere lo svuotamento della vescica. In rari casi si rende necessario un piccolo intervento chirurgico (epicistostomia). L'assunzione di elevate quantità d'acqua in poco tempo, come per esempio si richiede in caso di ecografia pelvica (per eseguire l'esame la vescica deve essere piena) può provocare nel paziente con IPB ritenzione acuta d'urina.

### Misure comportamentali
La dieta può influenzare la sintomatologia disurica. Nei pazienti con IPB si raccomanda di:
- adottare una dieta ricca in verdura e frutta, povera di proteine (carne) e di cibi elaborati con elevato contenuto in grassi e spezie che hanno un effetto irritante sulle vie urinarie
- bere molta acqua, almeno un litro e mezzo al giorno per diluire le urine e ridurre il rischio di infezioni alle basse vie urinarie dovute al ristagno di urina. La quantità totale di acqua deve essere dilazionata nel tempo; da evitare l'assunzione di elevate quantità di acqua in poco tempo (possibile rischio di ritenzione acuta d'urina)[31].

I pazienti con IPB devono evitare situazioni di costipazione o irritazione a livello del retto, per le eventuali ripercussioni sulla ghiandola prostatica (la circolazione sanguigna a livello pelvico è strettamente interconnessa). È importante quindi mantenere un alvo regolare, con feci formate ma soffici: sia una condizione di stipsi cronica sia l'alternanza fra stipsi e diarrea dovrebbero essere evitate.
Nei pazienti con IPB si sconsiglia di svolgere attività sportive che possono indurre traumi a livello perineale e pelvico quali il ciclismo, l'equitazione e il canottaggio.